# Электроустановка

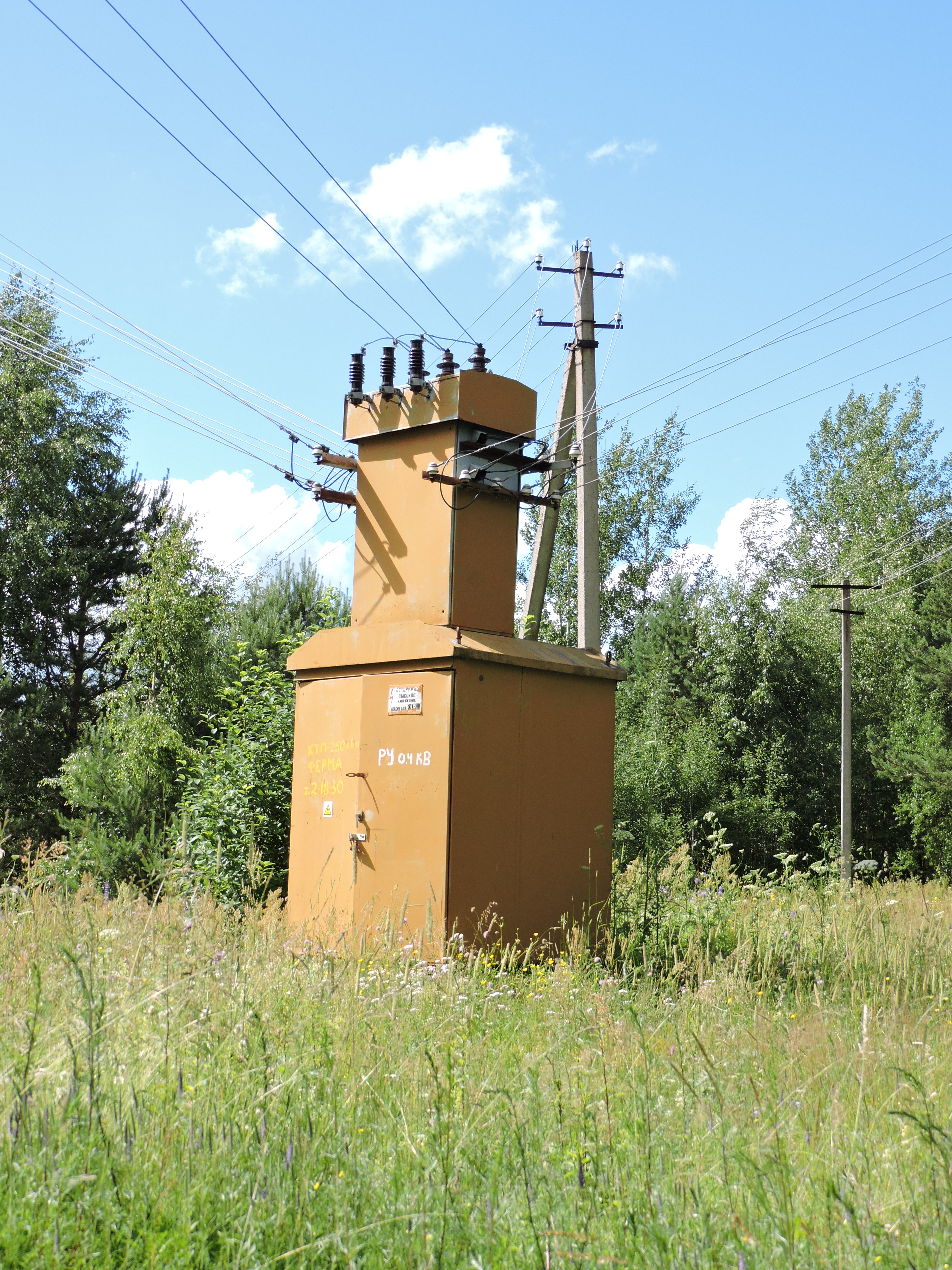
Электроустановка — трансформаторная подстанция

Электроустано́вка, электрическая установка (англ. electrical installation) — часть электрической системы. В электроустановке производится, преобразуется, передается, распределяется или потребляется электрическая энергия. Установкой является совокупность взаимосвязанных аппаратов и, при необходимости, других изделий, предназначенная для применения потребителем (пользователем) в качестве изделия с единым функциональным назначением и имеющая единую техническую документацию. Установка является видом технического средства. В установку входит отдельный аппарат или совокупность устройств и (или) аппаратов, объединенных в данном месте, чтобы выполнять определенные цели, включая все средства для обеспечения их удовлетворительного оперирования. Совокупность электроустановок на определенной территории составляет электрическую сеть.
Электроустановки разделяют по назначению (генерирующие, потребительские и преобразовательно-распределительные), роду тока (постоянного тока и переменного тока) и напряжению (до 1000 В и свыше 1000 В).

## Электроустановка действующая
Действующая электроустановка  — электроустановка или её участок, которые находятся под напряжением либо на которые напряжение может быть подано включением коммутационных аппаратов, а также воздушные линии электропередачи (ВЛ), находящаяся в зоне действия наведенного напряжения или имеющая пересечение с действующей ВЛ.

## Электроустановка с простой и наглядной схемой
Электроустановка с простой и наглядной схемой — распределительное устройство (РУ) напряжением выше 1000 В с одиночной секционированной или несекционованной системой шин, без обходной системы шин, все ВЛ и КЛ, все электроустановки напряжением до 1000 В.

## Электроустановка без местных оперативных работников
Электроустановка без местных оперативных работников — Электроустановки, ВЛ и КЛ, которые обслуживают оперативно-выездные бригады или оперативно-производственные работники.